# جيمس وايت
جيمس وايت (بالإنجليزية: James White) (و. 1992  م) هو لاعب كرة قدم أمريكية، من الولايات المتحدة، ولد في فورت لاودردال، فلوريدا، يلعب كراكض للخلف ‏.

## التعليم
تعلم في جامعة ويسكونسن-ماديسون.